# Toxidróma
A toxidróma (a toxikus és szindróma 1970-ben Mofenson és Greensher által megalkotott összevonása) nagy mennyiségű toxin jelenléte miatti szindróma. Gyakran túladagolás okozza. Gyakori tünetei a rossz közérzet, a disorientatio, a hányás és az oszcillopszia. Toxikológiai központban kezelendő orvosi vészhelyzet lehet. A mérgezés mellett szisztémás fertőzés is okozhat toxidrómát. A klasszikus toxidrómák alább találhatók, amelyek változóak lehetnek vagy több gyógyszer együttes fogyasztása miatt elhomályosulhatnak.

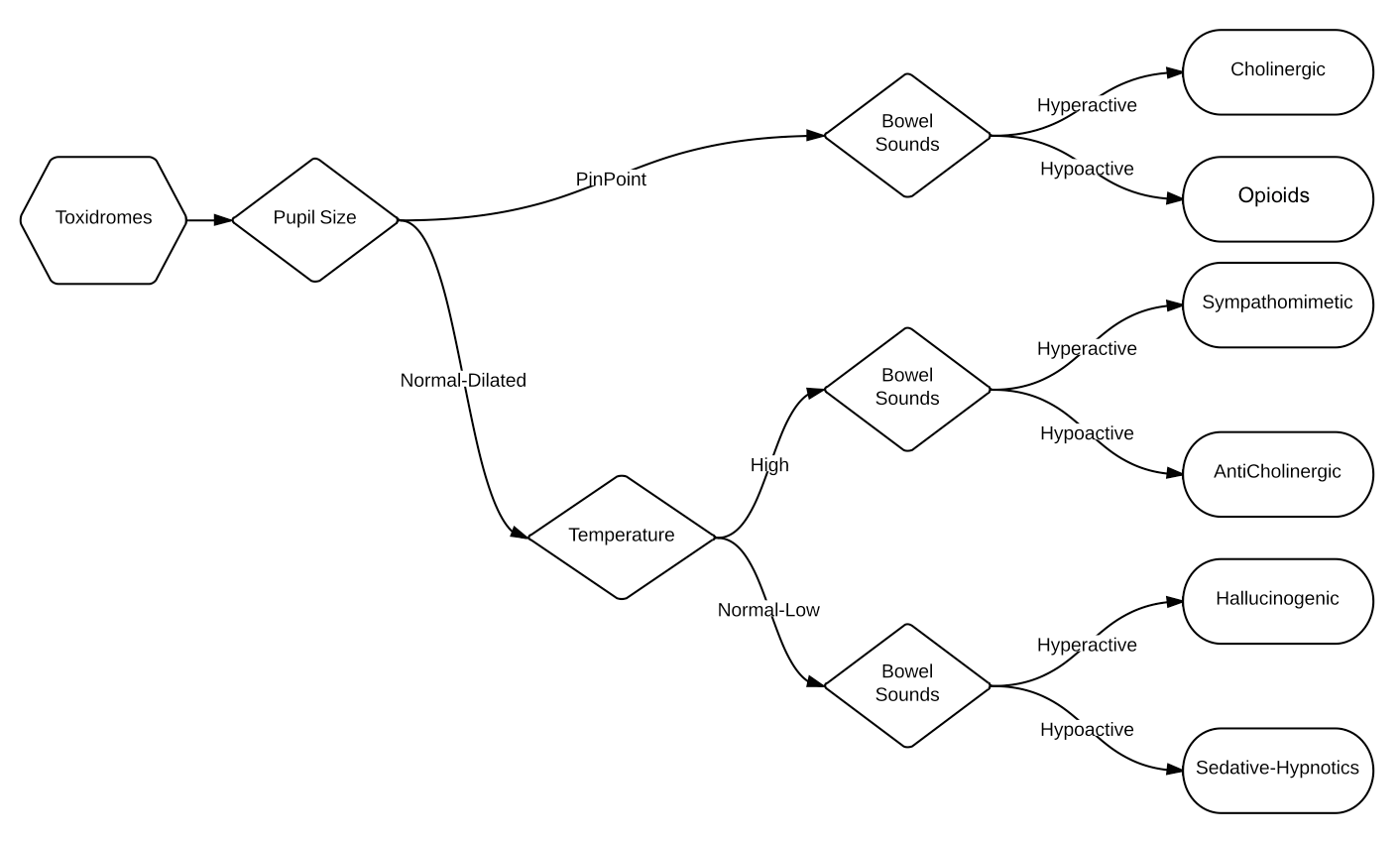
Toxidrómadiagnózis

| Tünetek             | Vérnyomás | Pulzus | Légzésszám | Hőmérséklet | Pupillaméret | Bélmozgás | Diaforézis |
| ------------------- | --------- | ------ | ---------- | ----------- | ------------ | --------- | ---------- |
| antikolinerg        | ↑         | ↑      | ↑          | ↑           | ↑            | ↓         | ↓          |
| kolinerg            | =         | =      | =          | =           | ↓            | ↑         | ↑          |
| hallucinogén        | ↑         | ↑      | ↑          | =           | ↑            | ↑         | =          |
| szimpatomimetikus   | ↑         | ↑      | ↑          | ↑           | ↑            | ↑         | ↑          |
| szedatív-hipnotikus | ↓         | ↓      | ↓          | ↓           | =            | ↓         | ↓          |

## Antikolinerg
Az antikolinerg toxidróma tünetei közé tartozik a homályos látás, a kóma, a csökkent bélmozgás, a delirium, a száraz bőr, a láz, a piros arc, a hallucinációk, az ileus, a memóriavesztés, a midriázis, a myoclonus, a pszichózis, a rohamok és a vizelettartás. Komplikációi például a hypertensio, a hyperthermia és a tachycardia. E toxidrómát okozzák például az antihisztaminok, az antipszichotikumok, az antidepresszánsok, a Parkinson-kór elleni gyógyszerek, az atropin, a benztropin, a Datura, a difenhidramin és a szkopolamin.

## Kolinerg
A kolinerg toxidróma tünetei többek közt bronchorrhoea, confusio, defecatio, diaphoresis, diarrhoea, emesis, lacrimatio, miosis, izomfasciculatio, nyáladzás, rohamok, urinatio és gyengeség. Komplikációi például a bradycardia, a hypothermia és tachipnoé. Ilyen toxidrómát okoznak például a karbamátok, a gombák és a szerves foszfátok.

### Szerves foszfátok
A karbamátokhoz hasonlóan a szerves foszfátok elsősorban az acetilkolinészteráz molekulától és más tényezőktől függő idő utáni irreverzibilis gátlásával hatnak. Az acetilkolin-többlet a szinapszisokban kolinerg toxidrómát okoz, ahol a központi idegrendszer, az ideg-izom kapcsolatok és az autonóm idegrendszer is érintettek. A súlyos mérgezések érinthetik a γ-aminovajsav és az N-metil-
d-aszpartát receptorait, erősítve a mérgező hatásokat.
Általában 3 hatástípus létezik:
1. muszkarinszerű hatás a paraszimpatikus rendszer túlstimulációjával (myosis, homályos látás, represszálhatatlan túlzott kiválasztás (hypersalivatio, könnyezés, urinatio, defecatio), gyomorgörcsök, hányás, bronchorrhoea, bronchospasmus, bradycardia;[8]
2. nikotinszerű hatás a szimpatikus dúcok (diaforézis és tachycardia) és az ideg-izom kapcsolatok túlstimulációjával (izomfasciculatio, -gyengeség és paralízis);[8]
3. a központi idegrendszer nem megfelelő funkciói: confusio, kóma, apnoé, convulsiók. A halált általában központi apnoé miatti légzőrendszeri zavarok, a légutak súlyos szűkülése, a túlzott pulmonáris szekréció és a légzőizom-paralízis okozzák.[8]

A klinikai hatások sémája (kezdet, sorrend, intenzitás) függ az anyagtól, a dózistól és a kitettségi módtól. Egy idegméreg gőzének vagy nanorészecskéinek belélegzése esetén a szemre, a légzőrendszerre jellemző és a szisztémás tünetek néhány másodperccel vagy perccel követik a convulsiókat, a paralízist vagy a légzésmegállást. A szerves foszfátok perkután áthaladása lokális tüneteket – diaforézist és fasciculatiót – okoz, a szisztémás tünetek mintegy 48 órával a kitettség után jelentkeznek.

#### Szerves foszfát peszticidek
Toxikus hatásai részben azonosak az azonos családba tartozó neurotoxinokéival. A tünetek gyakran a peszticid bevitele után 30–90 perccel jelentkeznek, és több napig tartanak. A convulsiók ritkábbak, mint az idegmérgeknél, de a keringés-összeomlás súlyos mérgezéskor komplikáció lehet, és 1–4 nap után „köztes szindróma” jelenhet meg, melynek tünetei légzési elégtelenség miatti súlyos izomgyengeség és perifériás neuropátia. Ezenkívül a peszticideket gyakran oldják apoláris oldószerben, mely belélegezve tüdőléziókat okoz.

## Hallucinogén
A hallucinogén toxidróma tünetei például a disorientatio, a hallucinatiók, az erős bélmozgás, a pánik és a rohamok. Komplikációi közé tartoznak a hypertensio, a tachycardia és a tachipnoé. Ilyen toxidrómát okoznak például az amfetaminszármazékok, a kokain és a fenciklidin.

## Ópiát
Az ópiát-toxidróma tünetei közé tartozik a kóma, a miosis és a hypoventilatio, valamint a megváltozott tudatállapot, a keringési sokk, a tüdőödéma és a válaszképtelenség. Komplikációk például a bradycardia, a hypotensio és a hypothermia. Az e toxidrómát okozó vegyületek az opioidok.

## Szedatív/hipnotikus
A szedatív/hipnotikus toxidróma tünetei ataxia, homályos látás, kóma, confusio, delirium, a központi idegrendszeri funkciók romlása, a diplopia, a dysaesthesiák, a hallucinatiók, a nystagmus, a paraesthesiák, a sedatio, a zavaros beszéd és a stupor. Lehetséges komplikációja az apnoé. Ezt többek közt antikonvulzánsok, barbiturátok, benzodiazepinek, γ-hidroxivajsav, metakvalon és etanol okozzák. Bár a legtöbb szedatív-hipnotikus szer antikonvulzáns, egyesek, például a γ-hidroxivajsav és a metakvalon csökkentik a küszöbét, paradox rohamokat okozva túladagolásban.

## Szimpatomimetikus
A szimpatomimetikus toxidróma tünetei szorongás, delusiók, diaphoresis, hyperreflexia, mydriasis, paranoia, piloerectio és rohamok. Komplikációi például a hypertensio és a tachycardia. Ilyen toxidrómát okozó anyagok például a kokain, az amfetamin és az annak szerkezetén alapuló vegyületek, például az efedrin (ma huang), a metamfetamin, a fenilpropanolamin és a pszeudoefedrin. A bronchodilatator szalbutamol is okozhat ilyen toxidrómát. Hasonlónak tűnhet az antikolinerg toxidrómához, de a megnövekedett bélmozgások megkülönböztetik.

## Fordítás
- Ez a szócikk részben vagy egészben  a   Toxidrome című angol Wikipédia-szócikk ezen változatának fordításán alapul.  Az eredeti cikk szerkesztőit annak laptörténete sorolja fel. Ez a jelzés csupán a megfogalmazás eredetét és a szerzői jogokat jelzi, nem szolgál a cikkben szereplő információk forrásmegjelöléseként.
- Ez a szócikk részben vagy egészben  a   Toxidrome című francia Wikipédia-szócikk ezen változatának fordításán alapul.  Az eredeti cikk szerkesztőit annak laptörténete sorolja fel. Ez a jelzés csupán a megfogalmazás eredetét és a szerzői jogokat jelzi, nem szolgál a cikkben szereplő információk forrásmegjelöléseként.